# Гардін (Кентуккі)
Гардін (англ. Hardin) — місто (англ. city) в США, в окрузі Маршалл штату Кентуккі. Населення — 580 осіб (2020).

## Географія
Гардін розташований за координатами 36°45′54″ пн. ш. 88°18′8″ зх. д. / 36.76500° пн. ш. 88.30222° зх. д. (36.765060, -88.302175).  За даними Бюро перепису населення США в 2010 році місто мало площу 1,82 км², з яких 1,81 км² — суходіл та 0,00 км² — водойми.

## Демографія
Згідно з переписом 2010 року, у місті мешкало 615 осіб у 245 домогосподарствах у складі 164 родин. Густота населення становила 338 осіб/км².  Було 285 помешкань (157/км²).
Расовий склад населення:
| - 97,4 % — білих - 0,3 % — корінних американців - 0,3 % — чорних або афроамериканців - 0,2 % — азіатів |

До двох чи більше рас належало 1,1 %. Частка іспаномовних становила 1,3 % від усіх жителів.
За віковим діапазоном населення розподілялося таким чином: 30,6 % — особи молодші 18 років, 57,0 % — особи у віці 18—64 років, 12,4 % — особи у віці 65 років та старші. Медіана віку мешканця становила 32,3 року. На 100 осіб жіночої статі у місті припадало 91,6 чоловіків;  на 100 жінок у віці від 18 років та старших — 85,7 чоловіків також старших 18 років.
Середній дохід на одне домашнє господарство  становив 32 475 доларів США (медіана — 27 266), а середній дохід на одну сім'ю — 34 801 долар (медіана — 30 054). Медіана доходів становила 30 469 доларів для чоловіків та 22 250 доларів для жінок. За межею бідності перебувало 41,6 % осіб, у тому числі 57,8 % дітей у віці до 18 років та 23,5 % осіб у віці 65 років та старших.
Цивільне працевлаштоване населення становило 222 особи. Основні галузі зайнятості: виробництво — 22,5 %, мистецтво, розваги та відпочинок — 20,3 %, освіта, охорона здоров'я та соціальна допомога — 18,9 %.